# Нур-Треннелаг
Нур-Тренделаг (норв. Nord-Trøndelag) — колишній норвезький фюльке (район). Розташовувався у фюльке Тренделаг (Центральна Норвегія) на узбережжі Норвезького моря. 1 січня 2018 року об'єднаний із фюльке Сер-Тренделаг. Адміністративним центром слугувало місто Стейнх'єр. Межував із фюльке Нурланн на півночі та із Сер-Тренделаг на півдні. На сході межує зі Швецією. У регіоні протікає річка Намсен, відома значною кількістю лосося.

## Адміністративно-територіальний поділ
Нур-Тренделаг поділяється на 24 комуни:
- Вердал
- Верран
- Вікна
- Гейланнет
- Ґронг
- Іннерей
- Леванґер
- Лека
- Лексвік
- Лієрне
- Мерокер
- Мусвік
- Намдалсейд
- Намсскуґан
- Намсус
- Нерей
- Рейрвік
- Сноса
- Стейнх'єр
- Увергалла
- Флатанґер
- Фроста
- Фуснес
- Шердал

## Населення
| Релігійний склад | Релігійний склад | Релігійний склад | Релігійний склад | Релігійний склад |
| ---------------- | ---------------- | ---------------- | ---------------- | ---------------- |
|                  |                  |                  |                  |                  |
| Християнство     | Християнство     |                  | 91.22%           | 91.22%           |
| Іслам            | Іслам            |                  | 0.38%            | 0.38%            |
| Буддизм          | Буддизм          |                  | 0.12%            | 0.12%            |
| Інше             | Інше             |                  | 8.28%            | 8.28%            |